# 飛鳥夕映え
王朝ロマン『飛鳥夕映え ー蘇我入鹿ー』（あすかゆうばえ そがのいるか）は宝塚歌劇団月組によって上演された作品。15場。ラテンファンタジー『タカラヅカ絢爛II』も併演された。2004年6月25日から8月9日（新人公演は7月27日）に宝塚大劇場、2004年9月3日から10月10日（新人公演は9月14日）に東京宝塚劇場で上演された。作は柴田侑宏、演出は大野拓史で本作品が大劇場演出家デビュー作となった。
トップスター彩輝直の大劇場お披露目公演であり、娘役トップの映美くららの退団公演となった。
さらに、貴城けい、瀬奈じゅん、大空祐飛の同期3人の役代わりでも話題となった。

## あらすじ
630年代後半。飛鳥では大和朝廷の大臣・蘇我蝦夷（箙かおる）が権力を振るっていた。そんな蝦夷の息子である蘇我鞍作（蘇我入鹿）（彩輝直）も将来を有望され立派に成長していた。鞍作は皇后（宝皇女（夏河ゆら））の弟・軽皇子（貴城けい、瀬奈じゅん）や蘇我分家の長子・蘇我石川麻呂（大空祐飛、貴城けい）、中臣鎌足（瀬奈じゅん、貴城けい、大空祐飛）らと共に学問所（学堂）で唐について学んでいた。その学問所の中でも特に優秀な鞍作と鎌足だったが、蘇我本家嫡子で家柄も良い鞍作のことを家柄の後押しのない鎌足は疎ましく思っていた。ある日、幼馴染でもある瑪瑙（映美くらら）と出会う。久しぶりの再会を果たした2人は互いに想い合う。
645年、宝皇女が新帝に即位し皇極帝となる。皇極帝即位の日に鞍作は蝦夷の後任として大臣に就任する。鎌足はそんな鞍作を陥れるため前々から練っていた策を実行に移し始める。
645年初夏、鞍作は瑪瑙を自らの正式な妻として迎え入れ、2人の間には穏やかな時間が流れていた。鞍作のかねてより念願だった朝鮮三国の使者を迎える儀式が近づく。しかし、鞍作は大きな不安を感じていた。そして儀式の当日、鞍作を悲劇が襲う。

## スタッフ
宝塚大劇場公演のデータ
- 作：柴田侑宏[1][3]
- 演出：大野拓史[1][3]
- 作曲・編曲：吉田優子[3]
- 編曲：鞍富真一[3]
- 音楽指揮：佐々田愛一郎[3]
- 振付[3]：尾上菊之丞、西﨑峰、尾上青颯
- 殺陣：清家三彦[3]
- 装置：大橋泰弘[3]
- 衣装：任田幾英[3]
- 照明：勝柴次朗[4]
- 音響：加門清邦[4]
- 小道具：伊集院徹也[4]
- 効果：木多美生[4]
- 歌唱指導：岡﨑亮子[4]
- 演出助手：児玉明子[4]
- 舞台進行[4]：宮脇学、森田智広、田中秀和
- 制作[4]：木村康久、西堀文雄

## 主な配役
「（）」は新人公演。
- 彩輝直（北翔海莉） 蘇我鞍作（そがのくらつくり）（入鹿(いるか)）:蘇我本家の嫡子、後の大臣
- 映美くらら（城咲あい） 瑪瑙（めのう）:阿倍氏の娘
- 貴城けい 中臣鎌足（宝塚：7月3-7月19日、東京：9月18日-10月1日）、軽皇子（宝塚：6月25日-7月2日・7月31日-8月9日、東京：9月3日-9月6日・10月2日-10月10日）、蘇我石川麻呂（そがのいしかわまろ）:蘇我分家の長子（宝塚：7月20日-7月30日、東京：9月7日-9月17日）
- 瀬奈じゅん 中臣鎌足（なかとみのかまたり）:神祈官の長（宝塚：6月25日-7月2日・7月31日-8月9日、東京：9月3日-9月6日・10月2日-10月10日）、軽皇子（かるのみこ）:皇極帝の弟（宝塚：7月3日-7月30日、東京：9月7日-10月1日）
- 大空祐飛 中臣鎌足（宝塚：7月20日-7月30日、東京：9月7日-9月17日）、蘇我石川麻呂（宝塚：6月25日-7月19日・7月31日-8月9日、東京：9月3日-9月6日・9月18日-10月10日）
- （青樹泉） 中臣鎌足
- （彩那音） 軽皇子
- （真野すがた） 蘇我石川麻呂
- 高ひづる（葉月さら） 笠置（かさぎ）:阿倍氏の乳母
- 箙かおる（星条海斗） 蘇我蝦夷（そがのえみし）:大臣・鞍作の父
- 夏河ゆら（椎名葵） 皇極帝（こうぎょくてい）:宝皇女・現天皇
- 光樹すばる（姿樹えり緒） 阿倍倉梯麻呂（あべのくらはしまろ）:阿倍氏の長
- 美々杏里（青葉みちる） 小足媛（おたらしひめ）:軽皇子の妃・阿倍氏の娘
- 嘉月絵理（夏輝れお） 唐津（からつ）
- 北嶋麻実（麻吹由衣加） 旻法師（みんほうし）
- 越乃リュウ（榎登也） 東漢直風見（やまとあやのあたいかざみ）
- 有香潤（朝桐紫乃） 大伴直人（おおとものただひと）
- 瀧川末子（涼城まりな） 弓絃葉（ゆずるは）
- 花瀬みずか（天野ほたる） 秋妻（あきつま）
- 一色瑠加（流輝一斗） 巨勢臣徳太（こせのおみとこた）:聖徳太子の息子、母は蘇我馬子の娘
- 楠恵華（龍真咲） 山背大兄皇子（やましろのおおえのみこ）
- 月船さらら（綾月せり） 古人皇子（ふるひとのみこ）:舒明帝の息子、母は蘇我馬子の娘
- 良基天音（五十鈴ひかり） 大伴連馬飼（おおとものむらじうまかい）
- 研ルイス（沢希理寿） 中臣塩屋連枚夫（なかとみしおやのむらじひらふ）
- 紫城るい（美鳳あや） あびこ:俳優の娘
- 宝生ルミ（萌花ゆりあ） 旗野（はたの）
- 風雅湊（彩央寿音） 佐伯連子麻呂（さえきのむらじこまろ）
- 萌希彩人（麻月れんか） 李虎峰（りこほう）
- 北翔海莉（白鳥かすが） 東漢直要（やまとあやのあたいかなめ）:鞍作警護の長
- 椎名葵（音姫すなお） くず
- 麻吹由衣加（鼓英夏） 旻法師の弟子
- 美鳳あや（草風なな） 三芳野（みよしの）
- 涼城まりな（憧花ゆりの） つくし
- 音姫すなお（妃鳳こころ） こみち
- 青樹泉（鼓英夏） 国見（くにみ）
- 彩那音（光月るう） 中大兄皇子（なかのおおえのみこ） （葛城皇子(かつらぎのみこ)）
- 真野すがた（-） 川瀬（かわせ）
- 城咲あい（紫水梗華） 生駒（いこま）
- 憧花ゆりの（彩橋みゆ） みずき
- 星条海斗（-） 阿倍倉梯麻呂の従者
- 夏輝れお（美翔かずき） 土師連裟婆（はじのむらじさば）
- 姿樹えり緒（明日海りお） 葛城稚犬養連網田（かつらぎわかいぬかいのむらじあみた）
- 白華れみ（妃乃あんじ） 瑪瑙（子供時代）
- 明日海りお（彩央寿音） 鞍作（子供時代）

参考資料：大劇場キャスト（宝塚公式）・東京キャスト（宝塚公式）